# 罗毅 (1916年7月)
罗毅（1916年—2006年），男，山西永济人，中华人民共和国政治人物。曾任青年团中央常委兼组织部长、秘书长、副书记。

## 生平
1954年，当选第一届全国人民代表大会代表。
1975年至1976年任浙江省省委副书记、省革命委员会副主任。